# لور (هوت ساون)
لور (بالفرنسية: Lure) هي بلدية فرنسية تقع في إقليم هوت-سون ضمن منطقة بورغون-فرانش-كومتيه شرق البلاد. تعتبر لور ثالث أكبر مدن الإقليم بعد فيسول وإيريكور، وتُعد مقر مديرية لور.

## التاريخ
تعود أصول البلدة إلى سنة 610م، عندما أسسها الراهب الإيرلندي كولومبانوس، وشهدت منذ العصور الوسطى فترات من الاضطراب والدمار بسبب الحروب والنزاعات. كانت البلدة تابعة لإمبراطورية الرومانية المقدسة، وكان رئيس دير لور يُعتبر أميرًا داخلها. في القرن السابع، منح الملك كلوثار الثاني أراضي لور للرهبان، مما أسهم في تطورها. انضمت المدينة إلى فرنسا بعد معاهدات نيميجن (1678–1679). أدى الثورة الفرنسية إلى حل الدير وبيع ممتلكاته كأملاك وطنية، منهيةً بذلك قرابة ثمانية قرون من الحياة الرهبانية.
شهدت لور نهضة اقتصادية مع تدشين خط سكة حديد باريس–مولوز سنة 1858 ووصول صناعيين من ألزاس ولورين، مما حوّلها إلى مدينة صناعية حديثة. كما أن استخراج الرمل والحصى بين عامي 1940 و2018 أدى إلى تشكيل برك مائية ومساحات للترفيه.

## الاقتصاد
يعتمد اقتصاد لور على مصنع كبير لإنتاج ألواح الخشب، يزود شركات مثل إيكيا، بالإضافة إلى مصنع للأدوية البيطرية تابع لشركة Vetoquinol العالمية.

## الجغرافيا
تقع المدينة على مسافة 80 كم شمال شرق بيزانسون و30 كم من بلفور، وتبعد حوالي 60 كم عن سويسرا و90 كم عن ألمانيا. تربط المدينة طرق سريعة نحو ألزاس ولورين، ويخدمها خط السكة الحديدية باريس - مولوز.

## السكان
يُطلق على سكان لور اسم لورون (Lurons). بلغ عددهم عام 2022 حوالي 7912 نسمة.
| السنة | عدد السكان |
| 1968  | 7415       |
| 1975  | 8639       |
| 1982  | 9130       |
| 1990  | 8843       |
| 1999  | 8727       |
| 2007  | 8263       |
| 2012  | 8423       |
| 2017  | 8207       |
| 2022  | 7912       |

## شخصيات بارزة
- تيبو بينو، دراج محترف.
- زولا، مغني راب.

## وصلات خارجية
- الموقع الرسمي للبلدية (ب[undefined] خطأ: {{اللغة-؟؟}}: لا نص (مساعدة))